# If I Were a Carpenter
"If I Were a Carpenter" är en sång skriven av Tim Hardin. Den var en topp tio-hit för Bobby Darin 1966. Tim Hardins version utkom 1967 på albumet Tim Hardin 2. Låten har även framförts av:
- Johnny Cash och June Carter (som belönades med en Grammy)
- The Four Tops och Leon Russell
- Dolly Parton & Joe Nichols
- Robert Plant
- Bob Seger
- Leonard Nimoy
- Luka Bloom
- Small Faces
- Dave Moody
- Joan Baez
- The Free Design
- Willie Nelson och Sheryl Crow
- Cornelis Vreeswijk (svenskspråkig text, "Om jag vore arbetslös"), släppt på singel i mars 1967.[1]
- Kal P. Dal (svenskspråkig text, "Om ja’ va’ en slashas", på albumet Till Mossan! 1977)[2]
- Johnny Hallyday (franskspråkig text, "Si j’étais un charpentier")
- Leslie West
- Andreas Grega (svenskspråkig text, "Om jag vore snickare")

### Fotnoter
1. ↑  ”Svensk mediedatabas”. http://smdb.kb.se/catalog/id/001441611. Läst 10 juni 2011.
2. ↑  ”Svensk mediedatabas”. http://smdb.kb.se/catalog/id/001885796. Läst 10 juni 2011.